# RC Adler Köln
Der RC Adler Köln ist ein 1921 gegründeter Radsportverein aus Köln.

## Geschichte
Der RC Adler Köln zählt mit rund 200 Mitgliedern neben der RV Komet-Delia 09 Köln zu den mitgliederstärksten und traditionsreichsten Radsportvereinen in Köln. Zu den Gründungsmitgliedern gehörten der spätere dreifache deutsche Meister im Sprint, Paul Oszmella, und die Gebrüder Krewer. Weitere bekannte Fahrer waren Mathias Engel, Peter Steffes und Werner Miethe. 1923 bestand die deutsche Nationalmannschaft ausschließlich aus Adler-Fahrern.
Seit 1952 organisiert der RC Adler Köln das Eintagesrennen Köln–Schuld–Frechen als Frühjahrsklassiker für Amateure. Die allererste Austragung des Eintagesrennen fand jedoch bereits 1920 unter der Organisation des damaligen RC Delia 09 Köln sowie später des RC Vorwärts Köln zunächst unter dem Namen Köln–Münstereifel–Köln und anschließend unter dem Namen Köln–Euskirchen–Köln statt. Seit 1952 wird das Eintagesrennen vom RC Adler Köln organisiert und fand bis 2013 ohne Unterbrechung statt.
Bis 1968 war Start und Ziel in der Kölner Innenstadt und zwar war der Start auf der Brühler Straße und der Zieleinlauf auf der Volksgartenstraße. Von dort führte die Strecke in den Ort Schuld im mittleren Ahrtal und zurück nach Köln. Bis dahin nannte sich das Rennen Köln–Schuld–Köln. 1969 wurden der Start und Ziel nach Frechen verlegt und das Eintagesrennen von da an Köln–Schuld–Frechen genannt. Von 2002 an wurde auch ein Eintagesrennen für Frauen auf einer kürzeren Strecke ausgetragen. 2012 war es zunächst unklar, ob das Rennen stattfinden würde, da die Stadt Frechen beschlossen hatte ihren Beitrag zur Finanzierung zu streichen. Im Dezember 2012 wurde die Austragung für 2013 abgesagt. Seit 2014 wird die Veranstaltung als Radtourenfahrt ausgetragen.
Eine weitere Traditionsveranstaltung des Vereins war das Zweier-Mannschaftsrennen Silberner Adler von Köln, ein Bahnrennen für Amateure, das bis 1998 traditionell im Dezember als eigenständige Bahnrad-Veranstaltung für Amateure in der Sporthalle im Kölner Stadtteil Deutz durchgeführt wurde. Viele spätere Sechstagerennen-Stars gewannen dieses Rennen als Amateure, bevor sie zu den Profis übertraten. In den 2000er Jahren wurde eine Neuauflage des Rennens im Radstadion Köln versucht, die letzte Austragung fand 2007 statt. Seit der Einweihung des neuen Radstadions in Köln 1996 trug der RC Adler Köln dort jährlich eine Sommerbahn-Meisterschaft an vier Terminen aus.

## Köln–Schuld–Frechen

### Sieger
| - 2012 Michael Kurth - 2011 Grischa Janorschke - 2010 David Kopp - 2009 Tim Klessa - 2008 Björn Glasner - 2007 Dirk Müller - 2006 Markus Eichler - 2005 Robert Retschke - 2004 David Kopp - 2003 Marco Bos - 2002 David Orvalho - 2002 David Orvalho - 2001 Björn Glasner - 2000 David Orvalho - 1999 Bert Dietz - 1998 Sascha Henrix - 1997 Ralf Grabsch - 1996 Lutz Lehmann - 1995 Anthony Theus - 1994 Steffen Rein | - 1993 Alex Dörper - 1992 Heiko Latocha - 1991 Heinrich Trumheller - 1990 André Hans - 1989 Patrick Strouken - 1988 Helge Wolff - 1987 Michel Cornelisse - 1986 Joop Ribbers - 1985 Hartmut Bölts - 1984 Jörg Echtermann - 1983 Werner Stauff - 1982 Arie Hassink - 1981 Dirk Burghard - 1980 Hans Neumayer - 1979 Arie Hassink - 1978 Arie Hassink - 1977 Peter Weibel - 1976 Wilfried Trott - 1975 Jürgen Kraft - 1974 Klaus-Peter Thaler - 1973 Willi Wilms | - 1972 Josef Flachs - 1971 Dieter Leitner - 1970 Raymond Van Straelen - 1969 Karel Keybeck - 1968 Roger Jochmanns - 1967 Robert Csenar - 1966 Winfried Gottschalk - 1965 Winfried Gottschalk - 1964 Günther Schmitz - 1963 Mathias Löder - 1962 Mathias Löder - 1961 Ehrenfried Rudolph - 1960 August Korte - 1959 Henri Van Buggenhaut - 1958 Horst Dreske - 1957 Wolfgang Conrad - 1956 Martin Kreil - 1955 Willy Franssen - 1954 Horst Tüller - 1953 Oskar Schmauch - 1952 Heinz Müller |

### Siegerinnen
| - 2011 Evelyn Stevens - 2010 Christina Becker - 2009 Veronica Andréasson - 2008 Mirjam Senn-Hauser | - 2007 Christine Mos - 2006 Tanja Hennes - 2005 Clarissa Breuer | - 2004 Clarissa Breuer - 2003 Tanja Hennes - 2002 Tanja Hennes |

## Silberne Adler
- 2005  Robert Bartko/Guido Fulst
- 1997  Patrick Billian/Stefan Steinweg
- 1996  Lars Teutenberg/Andreas Beikirch
- 1995  Laurenzo Lapage/Rik Van Slycke
- 1994  Lars Teutenberg/Torsten Schmidt
- 1993  Uwe Messerschmidt/Andreas Beikirch
- 1992  Dieter Rüegg/Patrick Vetsch
- 1991  Willi Bruckbauer/ Kurt Hermann
- 1990  Bruno Risi/Kurt Betschart
- 1989  Uwe Messerschmidt/Manfred Donike
- 1988  Uwe Messerschmidt/Manfred Donike
- 1987  Uwe Messerschmidt/Manfred Donike
- 1986  Uwe Messerschmidt/Manfred Donike
- 1985  Uwe Messerschmidt/Manfred Donike
- 1984  Manfred Donike/ Jan Sørensen
- 1983  Alexander Donike/ Michael Marcussen
- 1982  Manfred Donike/Alexander Donike
- 1981  Manfred Donike/Jürgen Blasel
- 1980  Josef Kristen/Manfred Donike
- 1979  Niels Raklev Pedersen/Stig Castøe
- 1978  Ole Persson/  Michel Vaarten
- 1977  Hans Känel/Werner Fretz
- 1976  Heinz Betz/Werner Betz
- 1975  Hans-Jürgen Pollerhoff/Bruno Zollfrank
- 1974  Hans-Jürgen Pollerhoff/Ralf Stambula
- 1972  Harry Seidel/Michael Becker
- 1971  Udo Hempel/Ernst Claußmeyer
- 1970  Heinz Feuerbach/Johannes Knab
- 1969  Udo Hempel/Ingo Rohsbach
- 1968  Günter Haritz/Peter Brand
- 1967  Otto Bennewitz/Albert Fritz
- 1966  Karl Link/Albert Fritz
- 1965  Harry Steevens/Gerard Koel
- 1964  Axel Ippen/Paul Horn
- 1963  Lothar Claesges/Ernst Streng
- 1962  Klemens Großimlinghaus/Ernst Streng
- 1961  Klemens Großimlinghaus/Lothar Claesges
- 1960  Walter/Manfred Brügelmann
- 1959  Gustav Kilian/Dieter Gieseler
- 1958  Heinz Vopel/Willy Franssen
- 1957  Loot Stoete/Harry Moolenijzer
- 1956  Hardy Remagen/Willy Franssen
- 1955  Willi Hochgeschurtz/Willy Franssen
- 1954  Jos De Bakker/Julien Van Ostende
- 1953  Hoffmann/Hülsebusch
- 1937  Ludwig Schorn/Heinz Hasselberg
- 1936  Chris Kropman/Piet Smits
- 1935  Willi Meurer/Bernhardt Mathysiak
- 1934  Fritz Kleine-Grefe/Ernst Markuse
- 1933  Willi Küster/Adam Leuer
- 1932  Willi Küster/Stüpp
- 1926  Paul Oszmella/Ludwig Schorn
- 1925  Theo Frankenstein/Jean Steingass
- 1924  Francesco Dell Grosso/Ennio Bocchia
- 1923  Paul Oszmella/Ludwig Schorn
- 1922  Paul Krewer/Paul Oszmella
- 1921  Karl Pfister/Adam Sachs